# Doryphoribius taiwanus
Espèce
Doryphoribius taiwanus est une espèce de tardigrades de la famille des Isohypsibiidae.

## Distribution
Cette espèce est endémique de Taïwan.

## Étymologie
Son nom d'espèce lui a été donné en référence au lieu de sa découverte, Taïwan.

## Publication originale
- Li & Li, 2008 : Tardigrades from Taiwan, with the description of a new species of Doryphoribius (Tardigrada, Hypsibiidae). Zoological Science (Tokyo), vol. 25, no 5, p. 554-559.